# 베티 루 케임

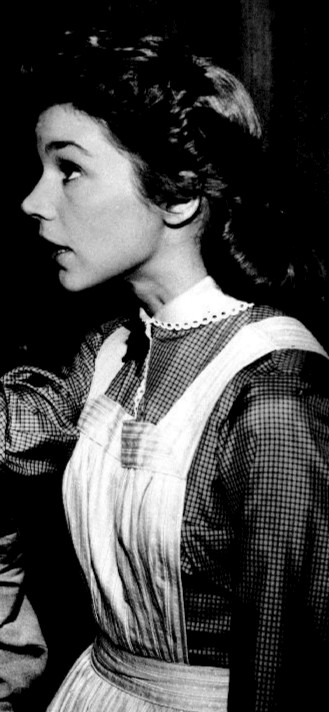

베티 루 케임(Betty Lou Keim, 1938년 9월 27일 ~ 2010년 1월 27일)은 미국의 배우, 텔레비전 배우이다.
몰든에서 태어났다.

## 영화
- 섬 컴 러닝 (1958년)